# Cornelia von Kerssenbrock
Cornelia von Kerssenbrock (* 23. Juni 1970 in München) ist eine deutsche Dirigentin und Kirchenmusikerin.

## Leben
Cornelia von Kerssenbrock ist Tochter des Orgelbauers Hubertus von Kerssenbrock und einer Töpferin. Nach dem Besuch eines musischen Gymnasiums studierte sie von 1989 bis 1996 katholische Kirchenmusik bei Albert Anglberger, Hans-Joachim Rotzsch und Franz Comploj an der Hochschule für Musik Mozarteum Salzburg (A- und B-Diplom) und von 1997 bis 1999 Orchesterleitung bei Peter Gülke an der Musikhochschule Freiburg im Breisgau (Staatsexamen). An der Accademia Musicale Chigiana in Siena/Italien besuchte sie 1999/2000 die Dirigenten-Meisterklasse von Gianluigi Gelmetti. Außerdem nahm sie weltweit an Meisterkursen u. a. bei Paul Goodwin, Mariusz Smolij, Kirk Trevor, Christian Kluttig, Romely Pfund, Wolf-Dieter Hauschild und Jorma Panula teil. Außerdem bildete sie sich beim A-cappella-Ensemble The King’s Singers weiter.
Ab den 1990er Jahren leitete sie verschiedene Münchner und Freiburger Chöre. Von 1993 bis 1996 unterrichtete sie an der Musikschule Grünwald. Von 1996 bis 1999 wirkte sie als Kirchenmusikerin in Starnberg.
Seit 1999 ist sie als Dirigentin freischaffend tätig, wobei sie das klassisch-romantische Repertoire pflegt und einen Schwerpunkt auf die historische Aufführungspraxis legt. Konzertreisen führten sie durch Europa und nach Asien. Mehrere Produktionen hatte sie an den Städtebundtheatern in Passau und Biel/Solothurn (Schweiz). Als Gastdirigenten leitete sie u. a. die NDR Radiophilharmonie, das Philharmonische Staatsorchester Halle, das Staatsorchester Kassel, das Philharmonische Staatsorchester Mainz, die Symphoniker Hamburg, die Münchner Symphoniker, das Georgische Kammerorchester Ingolstadt und das Landesjugendorchester Berlin sowie das Barockorchester La Beata Olanda – Ensemble für Alte Musik.
Von Kerssenbrock ist musikalische Leiterin des Opernfestivals im Chiemgau Gut Immling. Sie führte Opern von u. a. Mozart, Wagner und Verdi auf. Auch realisierte sie dort experimentell-elektronische Projekte.
Sie ist mit dem Opernsänger und Intendanten Ludwig Baumann (* 1950) verheiratet.

## Auszeichnungen
- 1995/1996: Würdigungspreis des österreichischen Bundesministeriums für Wissenschaft, Verkehr und Kunst
- 1999: Händel-Förderpreis der Stadt Halle
- 2001–2006: Stipendiatin des Dirigentenforums des Deutschen Musikrates[3]
- 2002: Finalistin im Dirigentinnenwettbewerb der Orchesterakademie der Bergischen Symphoniker
- 2004: Zonta Musikpreis beim Dirigentenforum
- 2004: Aufnahme in die Künstlerliste Maestros von Morgen
- 2019: Pocci-Preis der Franz-Graf-von-Pocci-Gesellschaft e. V.[2]
- 2024: Pro meritis scientiae et litterarum